# Ctenoplusia astrapaea
Ctenoplusia astrapaea is een vlinder uit de familie van de uilen (Noctuidae). De wetenschappelijke naam van de soort is voor het eerst geldig gepubliceerd in 1972 door Claude Dufay.